# 데이지 도너번
데이지 도너번(영어: Daisy Donovan, 1973년 7월 23일 ~ )는 잉글랜드의 배우이자 텔레비전 진행자이다.

## 출연 작품
- 밀리언즈
- 무한도전 (326회)

## 논란
전 세계 4개국을 선정해 대표 프로그램들을 촬영하고 이를 분석한 다큐멘터리 '더 그레이티스트 쇼 온 어스'가 2013년 3월 21일에 방송된 MBC '무한도전 - 명수는 열두살'을 폄하했다는 의견이 제기됐다. 최근 온라인 상에는 '뒤통수 맞은 무한도전'이라는 제목의 게시물이 등장했다. 방송에 참여한 데이지 도노반은 메이크업을 받으면서 "내가 왜 이런 모자를 써야 하느냐. 난 이런 모자를 쓰지 않는다"면서 불만을 터뜨리고 "이해가 안 된다"고 투덜거리며 쇼에 참여하고 있다. 뿐만 아니라 데이지 도노반은 모든 출연이 끝난 후 "이 상황이 지금 이해가 가느냐"고 반문하는가 하면 "무한도전의 웃음을 전혀 이해할 수 없다. 언어적인 문제였던 것 같다"고 말했다. 이같은 영상이 뒤늦게 알려지자 누리꾼들은 즉각 분노를 표출했다.